# Marius Șumudică
Marius Ninel Șumudică (Boekarest, 4 maart 1971) is een Roemeense voetbalcoach en voormalig profvoetballer.

## Erelijst

### Speler
| Divizia A     | 1× | 1998/99          |
| Cupa României | 2× | 1997/98, 2001/02 |

### Trainer
| Liga 1             | 1× | 2015/16 |
| Supercupa României | 1× | 2016    |

### Individueel
| Prijs                         | Aantal | Jaren |
| ----------------------------- | ------ | ----- |
| Roemeens Trainer van het jaar | 1×     | 2016  |